# Час в Азербайджані
| синій       | Західноєвропейський час (WET, GMT) (UTC+0) Західноєвропейський літній час (WEST, BST, IST) (UTC+1) |
| фіолетовий  | Західноєвропейський час (WET, GMT) (UTC+0)                                                         |
| червоний    | Центральноєвропейський час (CET) (UTC+1) Центральноєвропейський літній час (CEST) (UTC+2)          |
| жовтий      | Східноєвропейський час (EET) / Калінінградський час (UTC+2)                                        |
| буро-жовтий | Східноєвропейський час (EET) (UTC+2) Східноєвропейський літній час (EEST)(UTC+3)                   |
| зелений     | Далекосхідноєвропейський час (FET)/Московський час (MSK) (UTC+3)                                   |

На території Азербайджану діє азербайджанський час (AZT), що відповідає четвертому часовому поясу UTC+4.

## Історія
17 березня 1997 року Кабінетом міністрів Азербайджанської Республіки було ухвалено рішення «Про перехід на території Азербайджану на літній та зимовий час». Відповідно до нього щорічно в останню неділю березня годинник переводився на годину вперед, а в останню неділю жовтня — на годину тому. Контролювати виконання рішення було доручено держкомітету зі стандартизації, метрології та патентів Азербайджану.
Пропозиції припинити практику переходу на літній час висловлювалися у парламенті у 2011 році.
Проте у 2013 році президія Національної академії наук Азербайджану рекомендувала відмовитися від переведення годинників.
Перехід на літній час (AZST), що відповідає часу п'ятого часового поясу UTC+5, зберігався до 2015 року включно.
17 березня 2016 рішенням Кабінету міністрів Азербайджану перехід на літній час скасовано.